# 大覇尖山
大覇尖山（たいはせんざん）は台湾の新竹県尖石郷と苗栗県泰安郷の境界に位置する標高3,492mの山。雪覇国家公園に属する。

## 概要
大きく突き出ており、周囲が絶壁に囲まれた独特な山容で、中国人が遠くから見ると酒樽に見えることからかつては「熬酒桶山」「酒桶山」と呼ばれていた。またその美しい姿から「世紀奇峰」として知られ、台湾百岳では28位で、「三尖」の一つである。
1927年に台湾山岳会の沼井鉄太郎率いる登山隊が初登頂し、その際人工物を岩壁に打ち込むことを検討していたものの、景観保護の理由から手ぶらで登頂した。1931年には北田正三が南壁のチムニーの単独登攀に成功した(pp上冊66-73)。1959年に梯子が付けられたことにより登頂が容易となり人気の山となったが、やがて梯子が錆びて損傷し1989年に林務局は大覇尖山への登頂を禁止し、梯子は撤去された。崩れやすい地質景観保護、登山者の安全、先住民族による信仰から2010年に内政部により国家公園法に基づき正式に頂上への登山が禁止された。

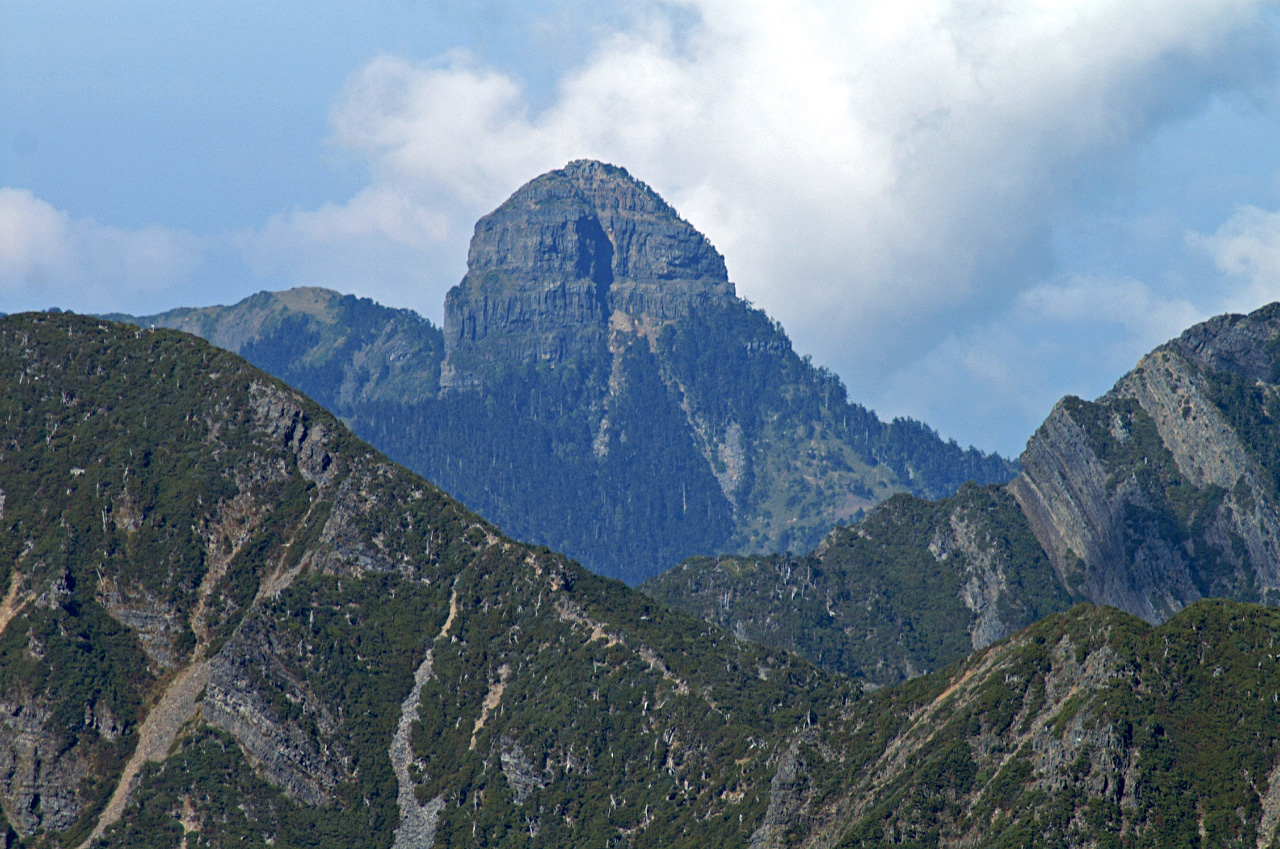
大覇尖山南壁